# Towarzystwo Szkoły Świeckiej
Towarzystwo Szkoły Świeckiej (TSŚ) – organizacja społeczna powstała w 1957 r. w Warszawie.

## Historia
Towarzystwo Szkoły Świeckiej powstało w styczniu 1957 r. z inicjatywy warszawskich nauczycieli i działaczy oświatowych. Jego celem miała być kontynuacja „postępowych, laickich tradycji ZNP z okresu dwudziestolecia międzywojennego”. W założeniach miała to być „organizacja skupiająca działaczy do walki z naciskiem politycznego klerykalizmu o szkołę całkowicie świecką”.
Ukonstytuowanie się TSŚ nastąpiło podczas I Krajowego Zjazdu Delegatów TSŚ w dniach 23–25 V 1958 r., w którym uczestniczyli również przedstawiciele władz partyjnych i państwowych. Pierwszym sekretarzem generalnym TSŚ została Maria Jezierska. Do zarządu głównego weszli m.in. prof. Henryk Jabłoński, prof. Witold Łukaszewicz, prof. Jerzy Jakubowski i prof. Ludwik Bandura. Aktywnym działaczem TSŚ był Mikołaj Kozakiewicz, udzielał się w nim również Andrzej Nowicki.
Zjazd postanowił nawiązać ścisłą współpracę ze Związkiem Nauczycielstwa Polskiego w celu zapoznawania nauczycieli z problematyką religioznawczą i niezależną etyką poprzez organizowanie konferencji rejonowych.
TSŚ cieszyło się poparciem władz partyjnych i państwowych, było też finansowane przez państwo. Cele jego działania wpisywały się w politykę PZPR i państwa zmierzającą do ograniczenia wpływu Kościoła katolickiego na społeczeństwo poprzez propagowanie światopoglądu naukowego.
Głównym celem TSŚ początkowo było zakładanie szkół bez nauczania religii. Deklaracja ideowa mówiła, że najpilniejszym zadaniem jest „obrona tej części młodzieży i nauczycielstwa, przeciwko którym fanatyzm religijny rozpętał nagonkę, piętnowanie moralne, a nawet presję fizyczną z okazji wprowadzenia nauki religii do szkół”. Po 15 lipca 1961 r., czyli po przyjęciu przez Sejm „Ustawy o rozwoju systemu oświaty i wychowania” ostatecznie wycofującej nauczanie religii ze szkół, działalność TSŚ koncentrowała się na pedagogizacji rodziców i propagowaniu moralności świeckiej (uniwersytety dla rodziców, kluby dyskusyjne, poradnie, akcja odczytowa i wydawnicza). Towarzystwo działało głównie wśród rodziców i nauczycieli.
TSŚ realizowało cele za pośrednictwem zarządów wojewódzkich, powiatowych oraz kół. Stowarzyszenia miało charakter masowy, według oficjalnych danych w 1967 r. liczyło ponad 300 tysięcy członków i 14 tysięcy kół. Z okazji jubileuszu 10-lecia w 1967 Zarząd Główny Towarzystwa Szkoły Świeckiej przyznawał złote odznaki TSŚ.
W maju 1968 r. na wniosek Wydziału Nauki i Oświaty przy KC PZPR oraz Propagandy i Agitacji wobec zbieżności celów działania obu stowarzyszeń Towarzystwo Szkoły Świeckiej połączono ze Stowarzyszeniem Ateistów i Wolnomyślicieli w jedną organizację pod nazwą Towarzystwo Kultury Laickiej, zmienioną później na Towarzystwo Krzewienia Kultury Świeckiej.

## Działalność wydawnicza
Organem prasowym TSŚ był dwutygodnik Wychowanie poświęcony wychowaniu moralnemu młodzieży oraz wpajaniu jej światopoglądu naukowego.

### Biblioteka Postępowego Wychowania
W latach 1958–1963 TSŚ wspólnie z Państwowym Wydawnictwem „Iskry” wydawało jednolitą graficznie serię książek „Biblioteka Postępowego Wychowania”. Redaktorem serii z ramienia TSŚ był Mikołaj Kozakiewicz. Autorem projektu okładki był Jerzy Kępkiewicz. W sumie ukazało się 16 tomów:
- t. I – Władysław Spasowski, Dziecko a społeczeństwo. Warszawa: Iskry, 1958.
- t. II – Bertrand Russell, Negatywna teoria wychowania; Wychowanie a religia; Zagadnienia seksualne w wychowaniu. Warszawa: Iskry, 1958.
- t. III – Jerzy Broszkiewicz, Pożegnanie z katechizmem. Warszawa: Iskry 1958.
- t. IV – Wiktor Chrupek, O reformę wychowania moralnego w naszej szkole. Warszawa: Iskry, 1959.
- t. V – Stanisław Michalski, O szkołę wolną: z dziejów walki o niezawisłość szkoły w Polsce w latach międzywojennych. Warszawa: „Iskry”, 1959.
- t. VI – Nadieżda Krupska, Praca i wychowanie: oświata ludowa i demokracja. Warszawa: Iskry, 1959.
- t. VII – Anatol France, Kościół a republika. Warszawa: „Iskry”, 1959.
- t. VIII – 400 lat walki o szkołę świecką w Polsce: wybór tekstów i materiałów, wybór Michał Szulkin. Warszawa: Iskry, 1960.
- t. IX – Władysław Kozłowski, O dowodach istnienia Boga. Warszawa: Iskry, 1960.
- t. X – Henryk Hinz, Od religii do filozofii: z dziejów kultury umysłowej epoki Oświecenia. Warszawa: Iskry, 1960.
- t. XI – A. W. Łunaczarski, O oświacie ludowej: wybór pism. Warszawa: Iskry, 1961.
- t. XII – Młodość w cieniu paragrafu, zebrał, opracował i wstępem opatrzył Mikołaj Kozakiewicz. Warszawa: Iskry, 1961.
- t. XIII – Bolesław Pleśniarski, Zarys historii laicyzacji oświaty i wychowania w Polsce. Warszawa: Iskry, 1961.
- t. XIV – Pomówmy o naszych dzieciach, przeł. Zygmunt Braude. Warszawa: Iskry, 1962.
- t. XV – Jan Mickunas, Ich drugi dom. Warszawa: Iskry, 1962.
- t. XVI – Włodzimierz Szewczuk, Historia kłopotów człowieka z duszą. Warszawa: Iskry, 1963.

### Biblioteka Wychowania Moralnego
W latach 1961–1967 TSŚ wspólnie z Instytutem Wydawniczym „Nasza Księgarnia” wydawało jednolitą graficznie serię książek „Biblioteka Wychowanie Moralnego”. Redaktorem serii z ramienia Zarządu Głównego TSŚ był Mikołaj Kozakiewicz. Autorem projektu okładki był Zygmunt Bobrowski. W sumie ukazało się 12 tomów:
- t. I – Bogdan Suchodolski, O program świeckiego wychowania moralnego. Warszawa: Nasza Księgarnia, 1961.
- t. II – Elżbieta Jackiewiczowa, Listy o trudnym dojrzewaniu. Warszawa: Nasza Księgarnia, 1961.
- t. III – Alicja Sokołowska, Moje cudze dzieci. Warszawa: Nasza Księgarnia, 1962.
- t. IV – Czesław Czapów, Młodzież a przestępstwo: zarys resocjalizacji metodą indywidualnych przypadków. cz. 1-2, Warszawa: Nasza Księgarnia, 1963.
- t. V – Salomon Łastik, Dzieci które znałem. Warszawa: Nasza Księgarnia,1963.
- t. VI – Tadeusz Bernaś, Skoro sąd tak uważa: zapiski ławnika sądowego sądu dla nieletnich. Warszawa: Nasza Księgarnia, 1963.
- t. VII – Henryk Chmielewski, Chrześcijaństwo na tle religii świata. Warszawa: Nasza Księgarnia, 1964.
- t. VIII – Uspołecznianie dziecka w procesie wychowania zespołowego, praca zbiorowa pod red. H. Muszyńskiego. Warszawa: Nasza Księgarnia, 1964.
- t. IX – Młodzież epoki przemian: z badań polskich socjologów, praca zbiorowa pod red. Ryszarda Dyoniziaka. Warszawa: Nasza Księgarnia, 1965.
- t. X – Mikołaj Kozakiewicz, Nowa młodzież: mity i rzeczywistość. Warszawa: Nasza Księgarnia, 1965.
- t. XI – Halina Filipczuk, Dziewczęta z zakładu. Warszawa: Nasza Księgarnia, 1966.
- t. XII – Józef Keller, Szkice o moralności katolickiej. Warszawa: Nasza Księgarnia, 1967.

## Wybrane publikacje
- Kultura świecka w dziejach naszego narodu, red. K. Sokół, Warszawa 1959.
- Rozwój i działalność Towarzystwa Szkoły Świeckiej w latach 1957–1962. Materiały na II Krajowy Zjazd TSŚ, Warszawa: Zarząd Główny Towarzystwa Szkoły Świeckiej, 1962.
- M. Sołtyk, Historia walki o świecki charakter nauczania i wychowania w Polsce do końca XVIII wieku. Towarzystwo Szkoły Świeckiej w Kielcach, Kielce 1961.
- Towarzystwo Szkoły Świeckiej. Krajowy Zjazd Delegatów 23–25 maja 1958. Materiały, dokumenty, rezolucje, wnioski, Wspólna Sprawa, Warszawa 1959.